# Cleome kermesina
Cleome kermesina är en paradisblomsterväxtart som beskrevs av Ernest Friedrich Gilg och Bened. emend. Kers. Cleome kermesina ingår i släktet paradisblomstersläktet, och familjen paradisblomsterväxter. Utöver nominatformen finns också underarten C. k. plebeia.